# Valle Umbra
La Valle Umbra, llamada también Valle Spoletana, es una amplia y extensa llanura aluvial, la segunda de la región italiana de Umbría, antiguamente ocupada por dos lagos, el Lacus Clitorius y el Lacus Umber, anteriormente unidos en una sola cuenca que actualmente están secos. El único residuo de los antiguos lagos son las Fuentes del Clitunno. El valle va desde Espoleto hasta la confluencia con el valle del Tíber, es de forma alargada y se extiende en dirección norte-sur. La atraviesa el río Topino y sus afluente, entre los cuales están el río Clitunno (que deriva el nombre del Lacus Clitorius), que la atraviesa por toda su longitud. El valle está delimitado por el este por la cadena de los Apeninos y por el oeste por la cadena de los Montes Sibilinos.

## Antropización del valle
El valle está habitada por alrededor de 150.000 habitantes y las principales ciudades son Foligno, que se extiende al centro del valle mismo y Spoleto que se encuentra en el extremo sur. Otras ciudades que ocupan el fondo del valle o dan al valle son Asís, Bastia Umbra, Bevagna, Castel Ritaldi, Spello, Trevi y Montefalco. El valle está ocupado por un continuo casi ininterrumpido de tejido urbano e industrial que va desde Spoleto hasta la desembocadura en el valle del Tíber, a lo largo de las directrices viarias de la Flaminia y de la Centrale Umbra y que comprende las localidades principales de Spoleto, San Giacomo, Campello sul Clitunno, Borgo Trevi, Matigge, Sant'Eraclio, Foligno con sus fracciones, Spello, Capodacqua, Santa Maria degli Angeli, Asís, Bastia Umbra, hasta llegar a Ponte San Giovanni en el valle del Tíber.

## Sistema de transporte
El Valle está atravesado en toda su longitud por la carretera Flaminia y la SS75 que se origina en Foligno de la propia Flaminia. La atraviesa también en toda su longitud el ferrocarril Roma-Ancona y del Foligno-Terontola que corren paralelamente a las carreteras. Se encuentran en el Valle Umbra los únicos dos aeropuertos de Umbría, el aeropuerto de Foligno y el aeropuerto de Sant'Egidio que está situado en el extremo norte del valle.